# Kevin Rüegg
Kevin Rüegg (Uster, 5 agosto 1998) è un calciatore svizzero di origini camerunensi, centrocampista del Basilea.

## Biografia
È nato da padre svizzero e madre camerunese.

## Caratteristiche tecniche
Centrocampista molto duttile, può essere usato sia in posizione centrale che sulle fasce; molto dinamico e veloce, è in possesso di una buona tecnica individuale. Ha dichiarato di ispirarsi a Ricardo Rodríguez.

## Carriera

### Club
Cresciuto nel settore giovanile dello Zurigo, ha esordito in prima squadra il 26 febbraio 2017, nella partita vinta contro il Wohlen per 1-4.
Il 28 agosto 2020, dopo 107 presenze totali con quattro reti segnate con gli elvetici, viene acquistato dal Verona, con cui firma un quinquennale. Debutta con gli scaligeri alla prima giornata in occasione del pareggio per 0-0 contro la Roma al Bentegodi.
Il 3 febbraio 2022 viene ceduto in prestito con diritto di riscatto al Lugano, tornando così in Svizzera.
Il 16 luglio 2022 viene ceduto in prestito con diritto di riscatto allo Young Boys.
Il 6 settembre 2023 viene ceduto con la stessa formula al Basilea, sempre nella massima serie svizzera. Il 31 maggio 2024 viene riscattato dai rossoblù.

### Nazionale
Ha giocato in tutte le nazionali giovanili svizzere, esordendo con l'under-21 il 5 settembre 2017, in occasione della partita di qualificazione all'Europeo 2019 pareggiata 1-1 contro la Romania.

## Statistiche

### Presenze e reti nei club
Statistiche aggiornate al 20 settembre 2021.
| Stagione             | Squadra              | Campionato           | Campionato | Campionato | Coppe nazionali | Coppe nazionali | Coppe nazionali | Coppe continentali | Coppe continentali | Coppe continentali | Altre coppe | Altre coppe | Altre coppe | Totale | Totale | Totale |
| Stagione             | Squadra              | Comp                 | Pres       | Reti       | Comp            | Pres            | Reti            | Comp               | Pres               | Reti               | Comp        | Pres        | Reti        | Pres   | Reti   |        |
| -------------------- | -------------------- | -------------------- | ---------- | ---------- | --------------- | --------------- | --------------- | ------------------ | ------------------ | ------------------ | ----------- | ----------- | ----------- | ------ | ------ | ------ |
| feb.-mag. 2017       | Zurigo               | CL                   | 9          | 0          | CS              | 0               | 0               | UEL                | -                  | -                  | -           | -           | -           | 9      | 0      |        |
| 2017-2018            | Zurigo               | SL                   | 31         | 0          | CS              | 4               | 1               | -                  | -                  | -                  | -           | -           | -           | 35     | 1      |        |
| 2018-2019            | Zurigo               | SL                   | 26         | 2          | CS              | 4               | 0               | UEL                | 4                  | 0                  | -           | -           | -           | 34     | 2      |        |
| 2019-2020            | Zurigo               | SL                   | 28         | 1          | CS              | 1               | 0               | -                  | -                  | -                  | -           | -           | -           | 29     | 1      |        |
| Totale Zurigo        | Totale Zurigo        | Totale Zurigo        | 94         | 3          |                 | 9               | 1               |                    | 4                  | 0                  |             | -           | -           | 107    | 4      |        |
| 2020-2021            | Verona               | A                    | 7          | 0          | CI              | 1               | 0               | -                  | -                  | -                  | -           | -           | -           | 8      | 0      |        |
| 2021-gen.2022        | Verona               | A                    | 0          | 0          | CI              | 0               | 0               | -                  | -                  | -                  | -           | -           | -           | 0      | 0      |        |
| Totale Hellas Verona | Totale Hellas Verona | Totale Hellas Verona | 7          | 0          |                 | 1               | 0               |                    | -                  | -                  |             | -           | -           | 8      | 0      |        |
| feb.-giu 2022        | Lugano               | SL                   | 0          | 0          | CS              | -               | -               | -                  | -                  | -                  | -           | -           | -           | 9      | 0      |        |
| Totale carriera      | Totale carriera      | Totale carriera      | 101        | 3          |                 | 10              | 1               |                    | 4                  | 0                  |             | -           | -           | 115    | 4      |        |

### Cronologia presenze e reti in nazionale
| Cronologia completa delle presenze e delle reti in nazionale ― Svizzera under 21 | Cronologia completa delle presenze e delle reti in nazionale ― Svizzera under 21 | Cronologia completa delle presenze e delle reti in nazionale ― Svizzera under 21 | Cronologia completa delle presenze e delle reti in nazionale ― Svizzera under 21 | Cronologia completa delle presenze e delle reti in nazionale ― Svizzera under 21 | Cronologia completa delle presenze e delle reti in nazionale ― Svizzera under 21 | Cronologia completa delle presenze e delle reti in nazionale ― Svizzera under 21 | Cronologia completa delle presenze e delle reti in nazionale ― Svizzera under 21 |
| Data                                                                             | Città                                                                            | In casa                                                                          | Risultato                                                                        | Ospiti                                                                           | Competizione                                                                     | Reti                                                                             | Note                                                                             |
| -------------------------------------------------------------------------------- | -------------------------------------------------------------------------------- | -------------------------------------------------------------------------------- | -------------------------------------------------------------------------------- | -------------------------------------------------------------------------------- | -------------------------------------------------------------------------------- | -------------------------------------------------------------------------------- | -------------------------------------------------------------------------------- |
| 5-9-2017                                                                         | Ovidiu                                                                           | Romania under 21                                                                 | 1 – 1                                                                            | Svizzera under 21                                                                | Qual. Europeo Under-21 2019                                                      | -                                                                                |                                                                                  |
| 6-10-2017                                                                        | Lugano                                                                           | Svizzera under 21                                                                | 0 – 2                                                                            | Romania under 21                                                                 | Qual. Europeo Under-21 2019                                                      | -                                                                                |                                                                                  |
| 10-10-2017                                                                       | Vaduz                                                                            | Liechtenstein under 21                                                           | 0 – 2                                                                            | Svizzera under 21                                                                | Qual. Europeo Under-21 2019                                                      | -                                                                                | 64’                                                                              |
| 14-11-2017                                                                       | Paços de Ferreira                                                                | Portogallo under 21                                                              | 2 – 1                                                                            | Svizzera under 21                                                                | Qual. Europeo Under-21 2019                                                      | -                                                                                | 57’                                                                              |
| 27-3-2018                                                                        | Neuchâtel                                                                        | Svizzera under 21                                                                | 2 – 4                                                                            | Portogallo under 21                                                              | Qual. Europeo Under-21 2019                                                      | -                                                                                | 58’                                                                              |
| 7-9-2018                                                                         | Zenica                                                                           | Bosnia ed Erzegovina under 21                                                    | 3 – 0                                                                            | Svizzera under 21                                                                | Qual. Europeo Under-21 2019                                                      | -                                                                                | 77’                                                                              |
| 22-3-2019                                                                        | Zenica                                                                           | Svizzera under 21                                                                | 4 – 1                                                                            | Croazia under 21                                                                 | Amichevole                                                                       | -                                                                                | 85’                                                                              |
| 11-10-2019                                                                       | Winterthur                                                                       | Svizzera under 21                                                                | 2 – 1                                                                            | Georgia under 21                                                                 | Qual. Europeo Under-21 2021                                                      | -                                                                                | cap. 84’                                                                         |
| 15-10-2019                                                                       | Sumqayıt                                                                         | Azerbaigian under 21                                                             | 0 – 1                                                                            | Svizzera under 21                                                                | Qual. Europeo Under-21 2021                                                      | -                                                                                | 67’                                                                              |
| 19-11-2019                                                                       | Neuchâtel                                                                        | Svizzera under 21                                                                | 3 – 1                                                                            | Francia under 21                                                                 | Qual. Europeo Under-21 2021                                                      | -                                                                                | cap.                                                                             |
| 4-9-2020                                                                         | Sciaffusa                                                                        | Svizzera under 21                                                                | 4 – 1                                                                            | Slovacchia under 21                                                              | Qual. Europeo Under-21 2021                                                      | -                                                                                | cap.                                                                             |
| 8-9-2020                                                                         | Nitra                                                                            | Slovacchia under 21                                                              | 1 – 2                                                                            | Svizzera under 21                                                                | Qual. Europeo Under-21 2021                                                      | -                                                                                | cap.                                                                             |
| 9-10-2020                                                                        | Gori                                                                             | Georgia under 21                                                                 | 0 – 3                                                                            | Svizzera under 21                                                                | Qual. Europeo Under-21 2021                                                      | -                                                                                | cap.                                                                             |
| 13-10-2020                                                                       | Bienne                                                                           | Svizzera under 21                                                                | 3 – 0                                                                            | Liechtenstein under 21                                                           | Qual. Europeo Under-21 2021                                                      | -                                                                                | cap.                                                                             |
| 25-3-2021                                                                        | Capodistria                                                                      | Inghilterra under 21                                                             | 0 – 1                                                                            | Svizzera under 21                                                                | Europeo Under-21 2021 - 1º turno                                                 | -                                                                                | 85’                                                                              |
| 28-3-2021                                                                        | Capodistria                                                                      | Croazia under 21                                                                 | 3 – 2                                                                            | Svizzera under 21                                                                | Europeo Under-21 2021 - 1º turno                                                 | -                                                                                | 59’                                                                              |
| 31-3-2021                                                                        | Capodistria                                                                      | Svizzera under 21                                                                | 0 – 3                                                                            | Portogallo under 21                                                              | Europeo Under-21 2021 - 1º turno                                                 | -                                                                                | cap.                                                                             |
| Totale                                                                           |                                                                                  | Presenze                                                                         | 17                                                                               |                                                                                  | Reti                                                                             | 0                                                                                |                                                                                  |

## Palmarès

### Club

#### Competizioni nazionali
- Challenge League: 1

Zurigo: 2016-2017
- Coppa Svizzera: 4

Zurigo: 2017-2018
Lugano: 2021-2022
Young Boys: 2022-2023
Basilea: 2024-2025
- Campionato svizzero: 2

Young Boys: 2022-2023
Basilea: 2024-2025